# Parco naturale regionale della Gola della Rossa e di Frasassi
Il parco naturale regionale della Gola della Rossa e di Frasassi  è un'area naturale protetta delle Marche e ha la sua sede operativa all'interno del Complesso di Santa Lucia, presso Serra San Quirico. 
Esteso per circa 9170 ettari sul versante appenninico della provincia di Ancona, il parco interessa direttamente i comuni di Serra San Quirico, Genga (con le note Grotte di Frasassi), Arcevia, Cerreto d'Esi e Fabriano, un territorio ancora immerso in una natura integra e rigogliosa.
All'interno del parco si trova anche l'eremo di Grottafucile affacciato sulla Gola della Rossa, presso il borgo di Castelletta. Nella Gola di Frasassi si trovano inoltre il celebre tempio del Valadier e l'eremo di Santa Maria Infra Saxa.

## Storia
Il parco è stato istituito con legge regionale nel 1997.

## Problematiche ambientali
La bellezza della Gola della Rossa è minacciata dalla continua apertura di cave, l'impatto delle quali sembra non essere abbastanza considerato dagli ambienti politici locali. 
Talora la carenza di infrastrutture rende difficile la fruibilità del parco stesso.

## Fauna
Fra tutti gli animali presenti nell'area vale la pena ricordare che il riccio è stato scelto come animale simbolo del parco.
È presente inoltre una coppia di aquile reali.

## Immagini del Parco Regionale Della Gola Della Rossa E Di Frasassi

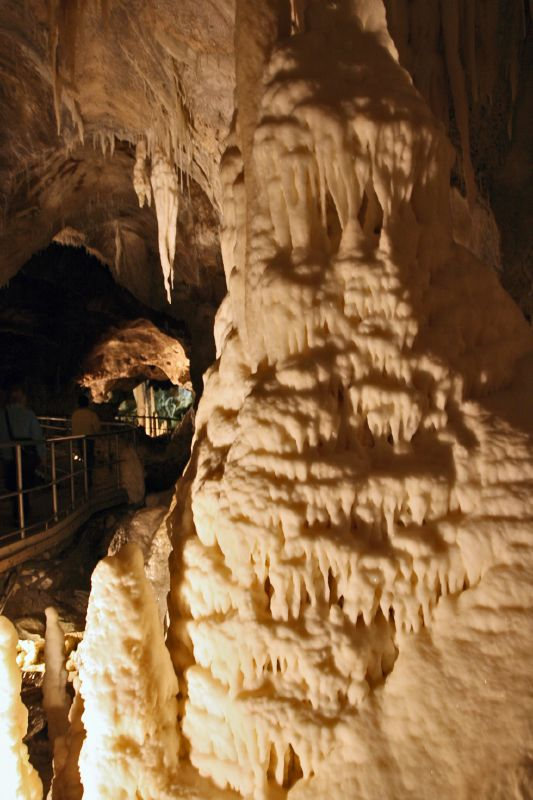
Le Grotte di Frasassi.
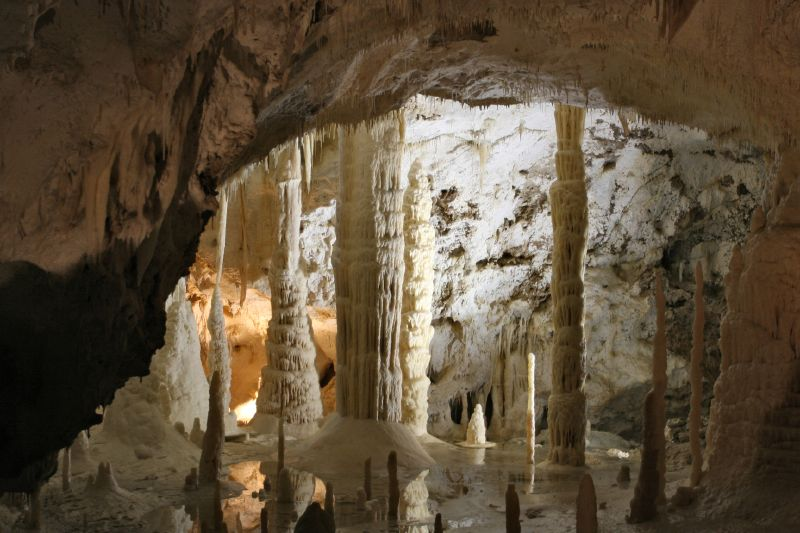
Stalattiti e stalagmiti nelle Grotte di Frasassi.
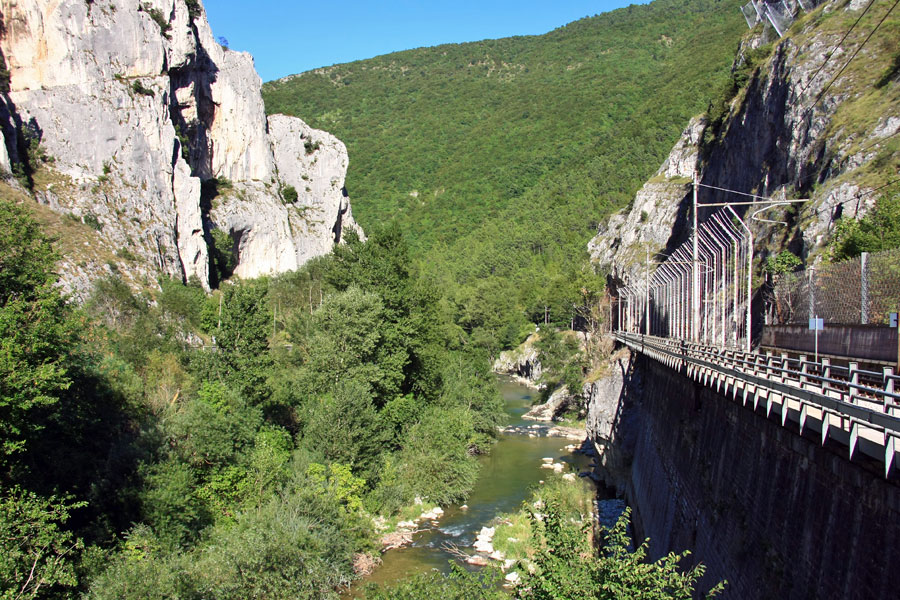
Un tratto della Gola della Rossa.
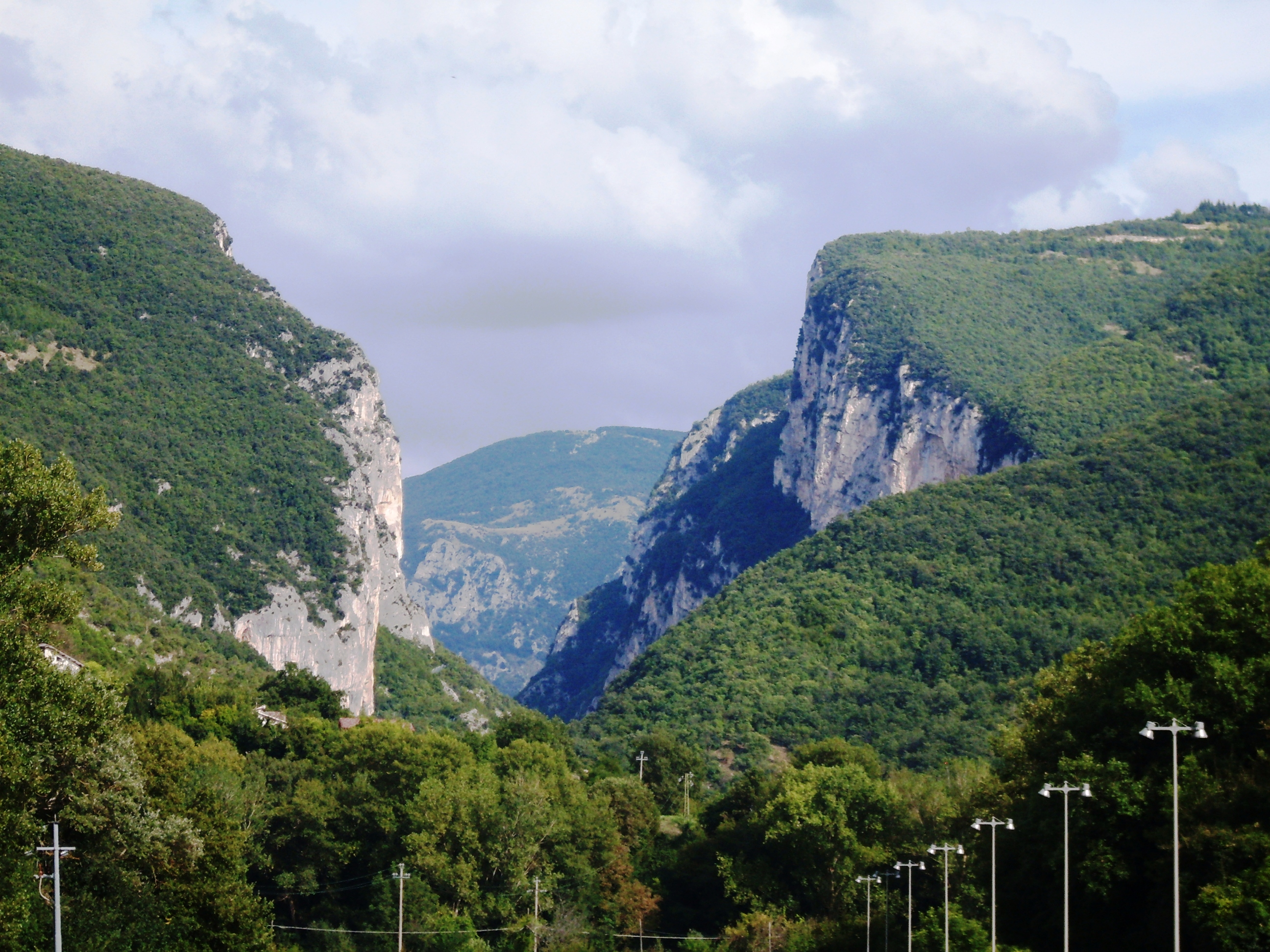
Bosco di Frasassi.
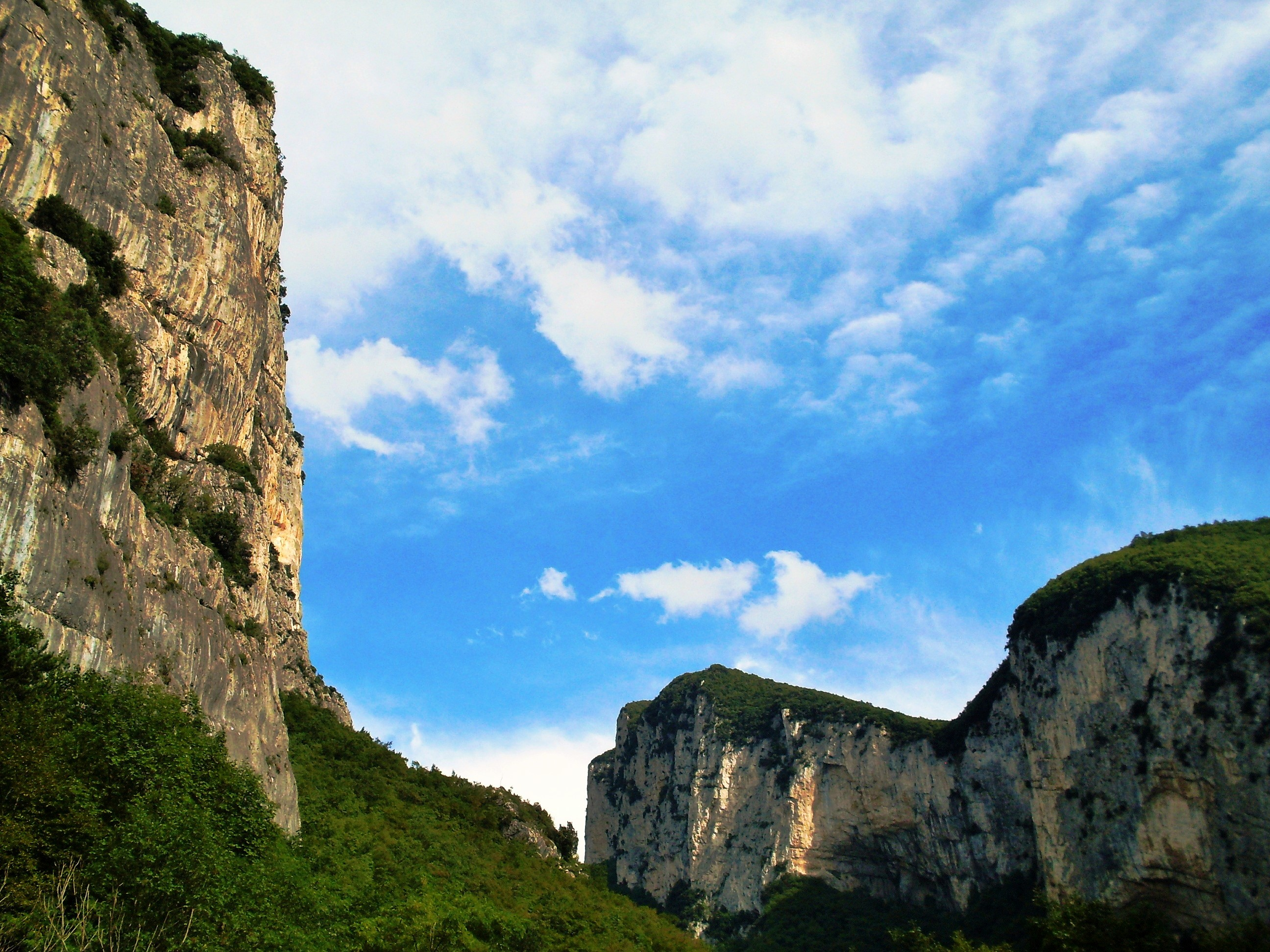
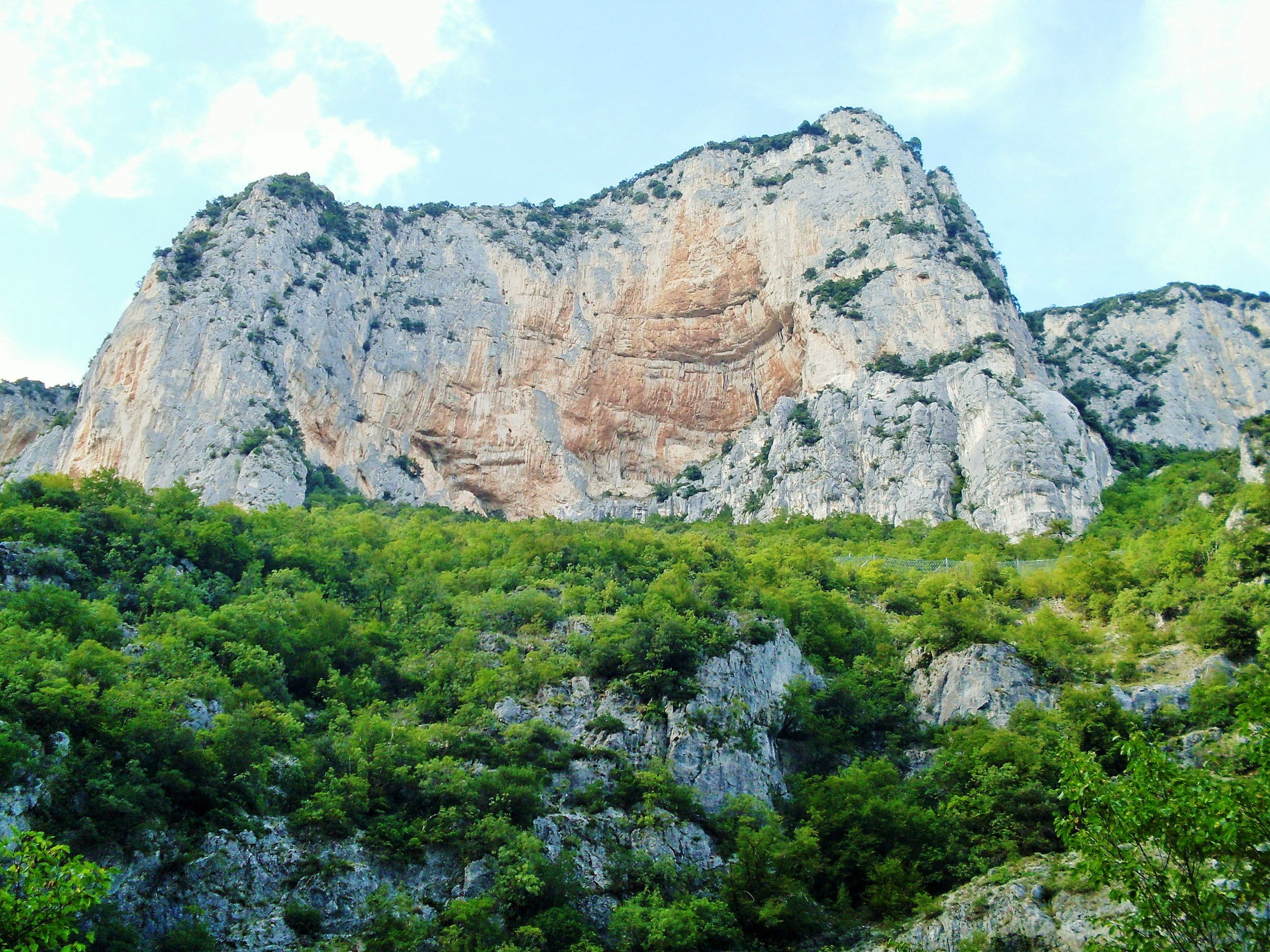
Un gruppo roccioso dalla conformazione assai tipica per la zona.
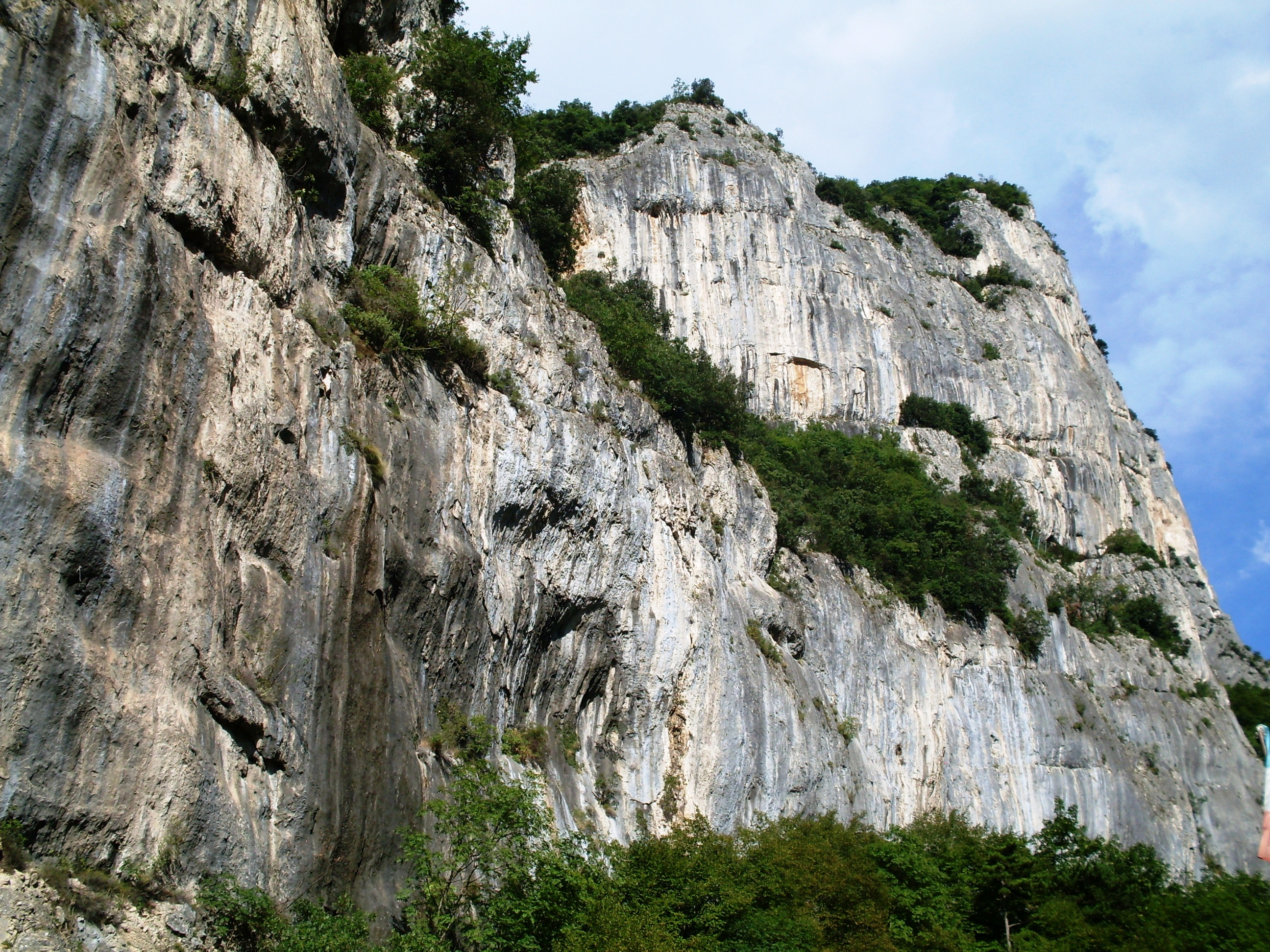
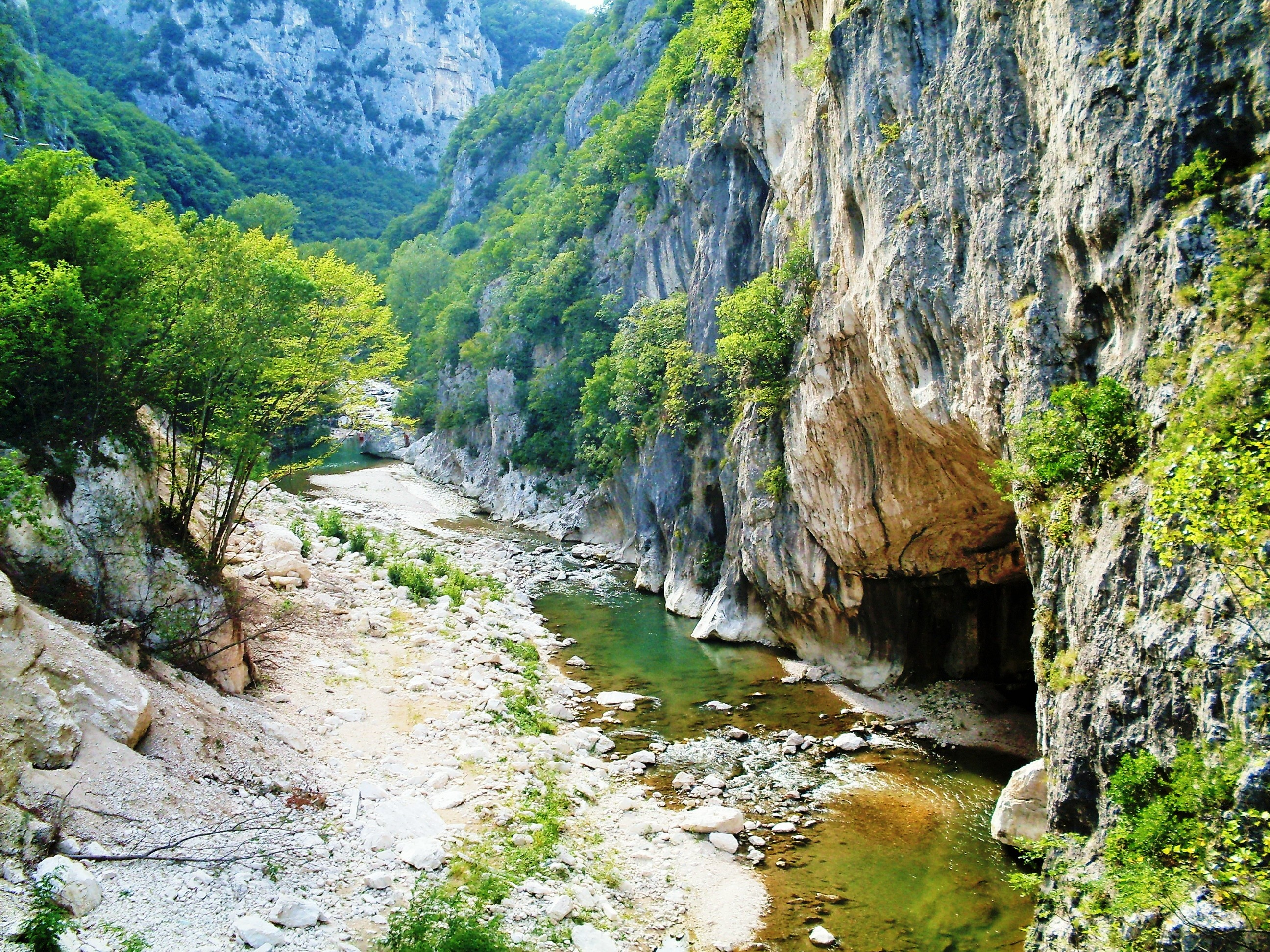
Il fiume Sentino.
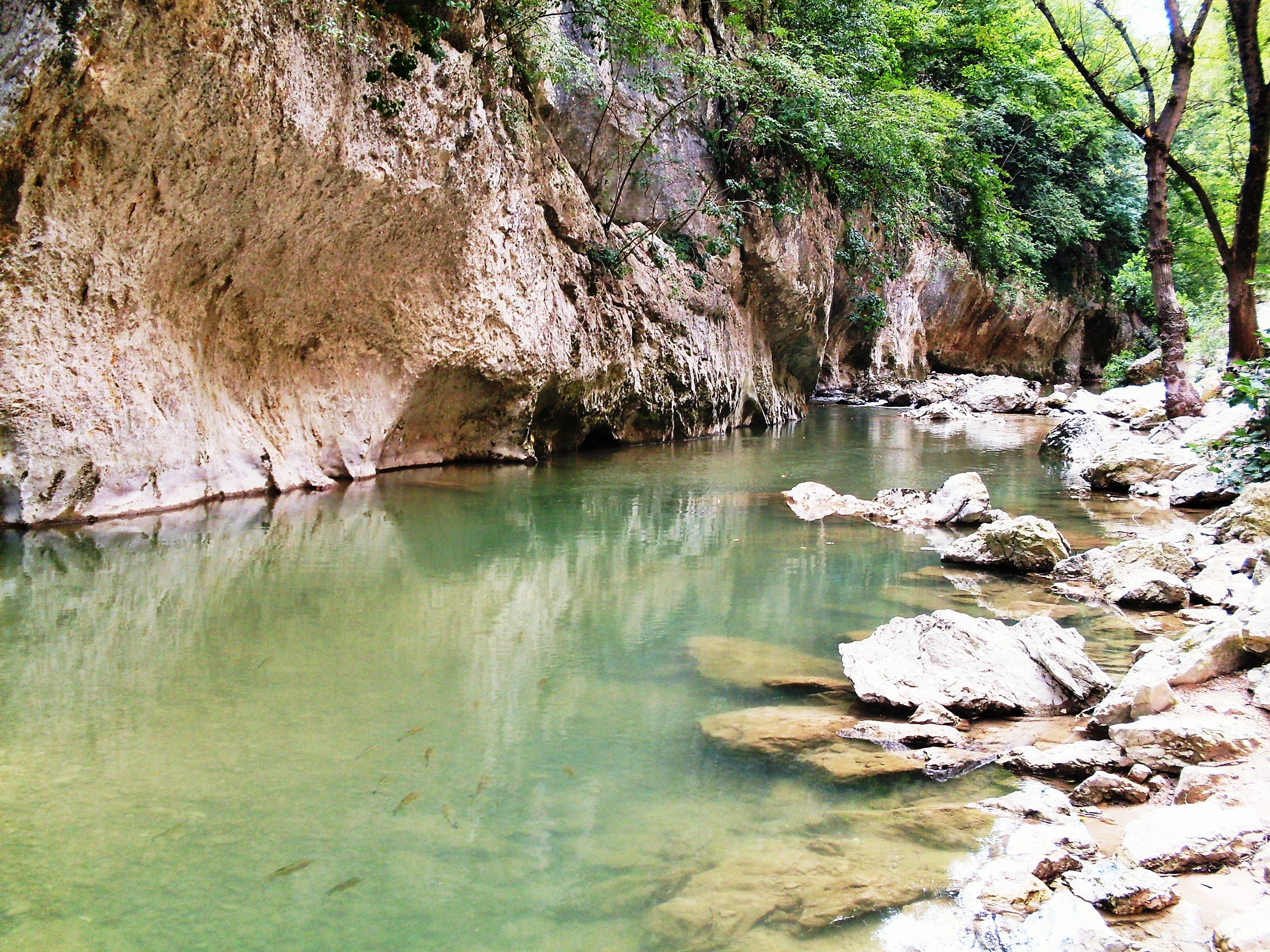
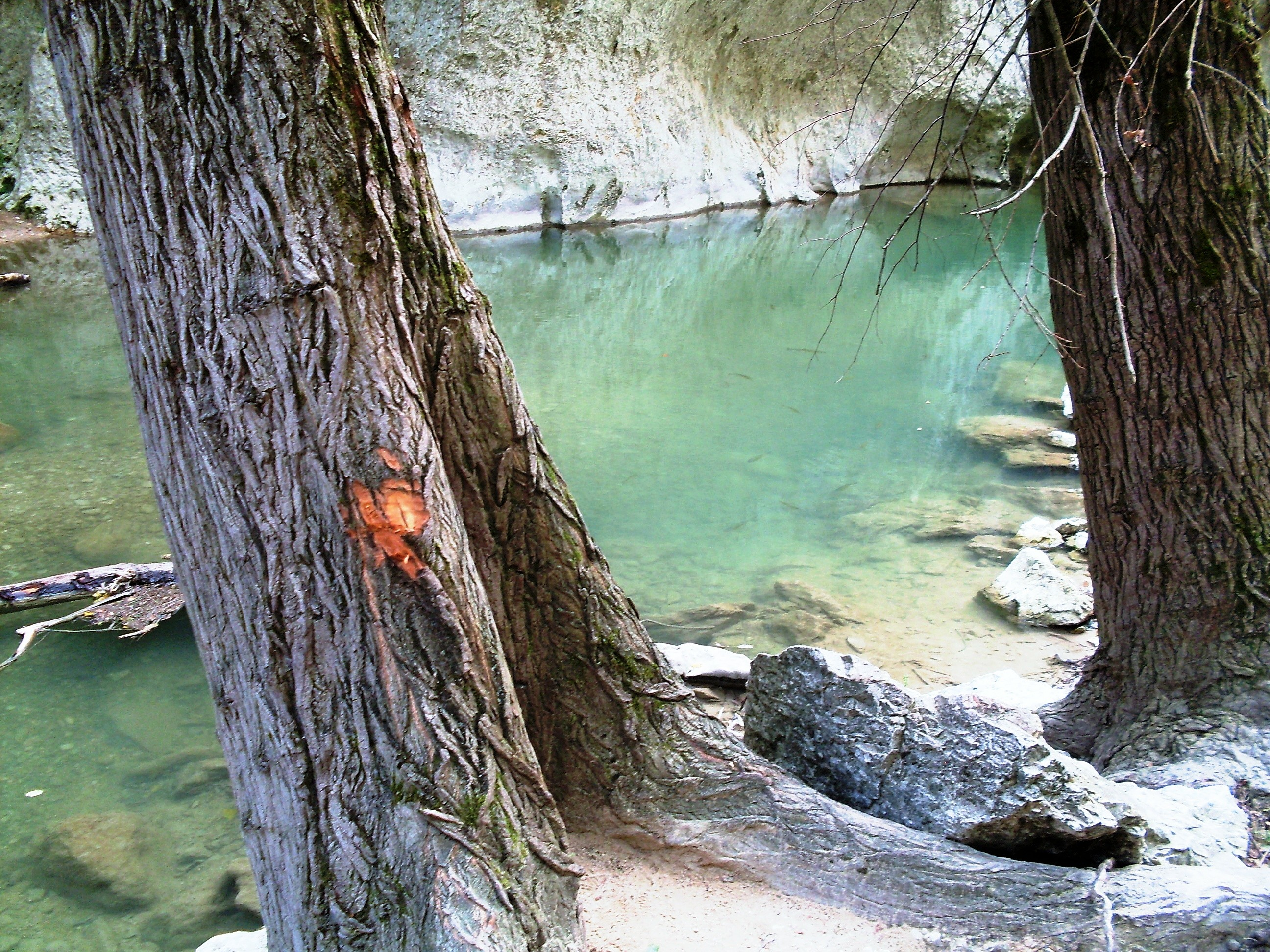
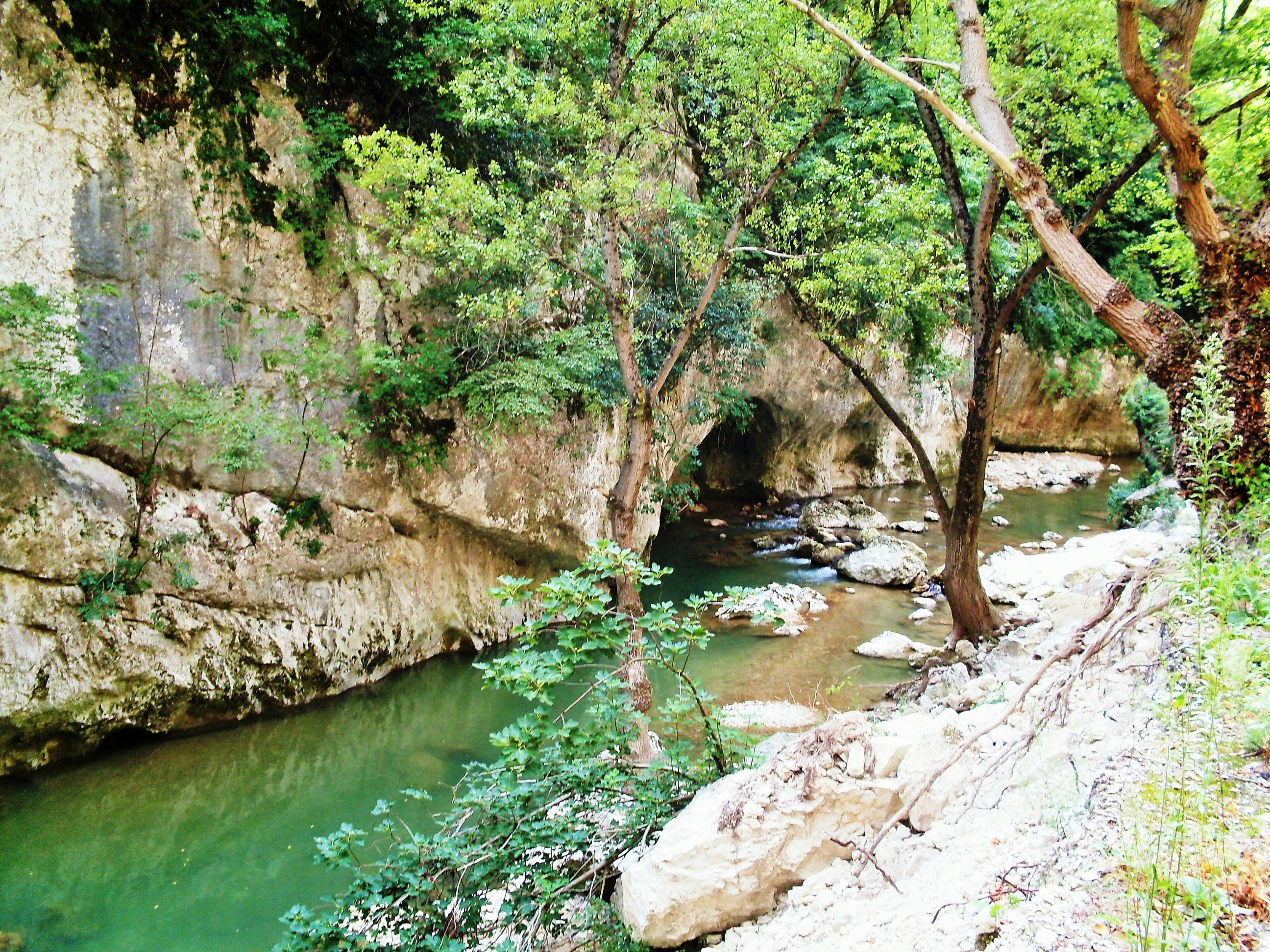
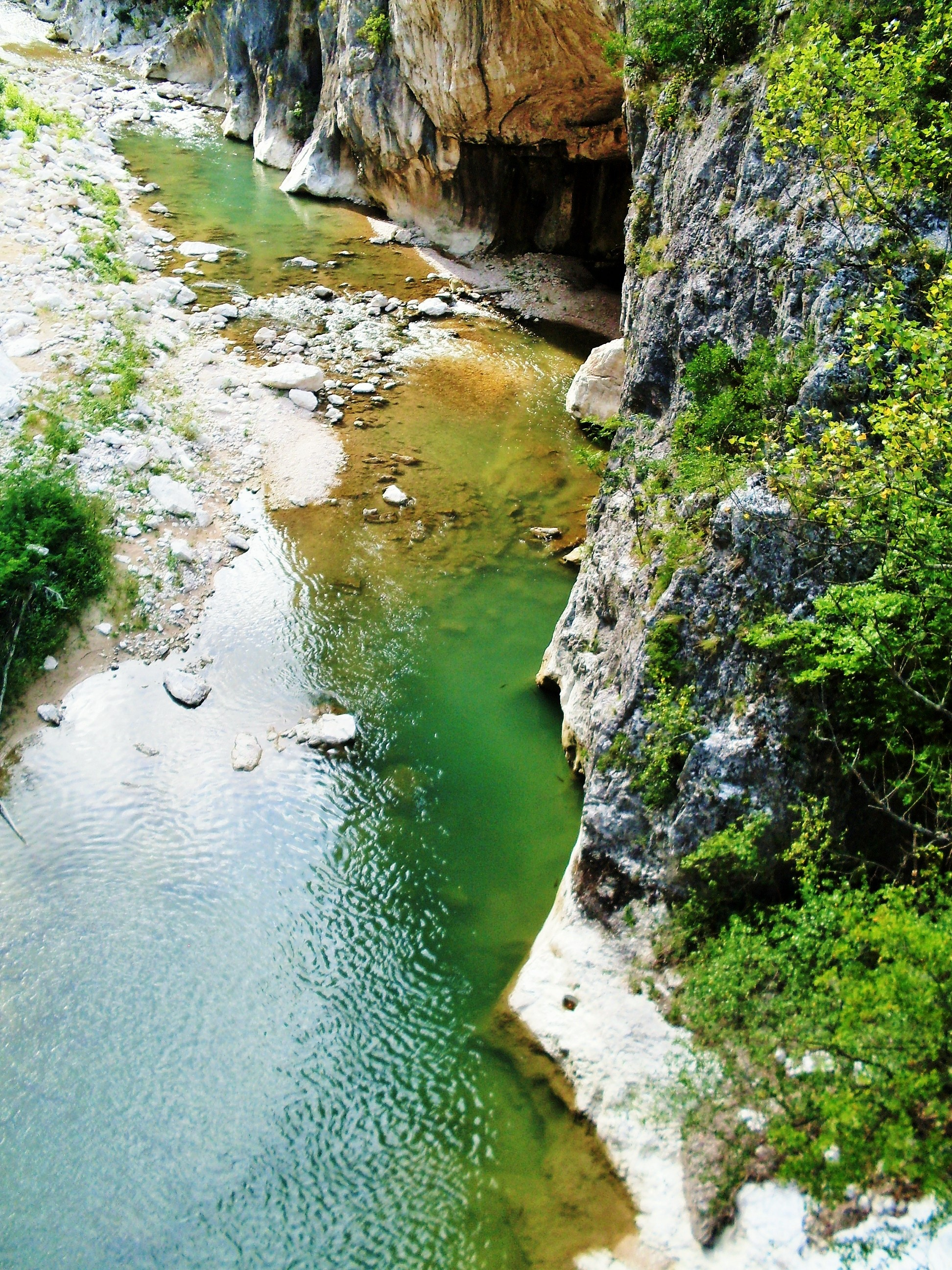
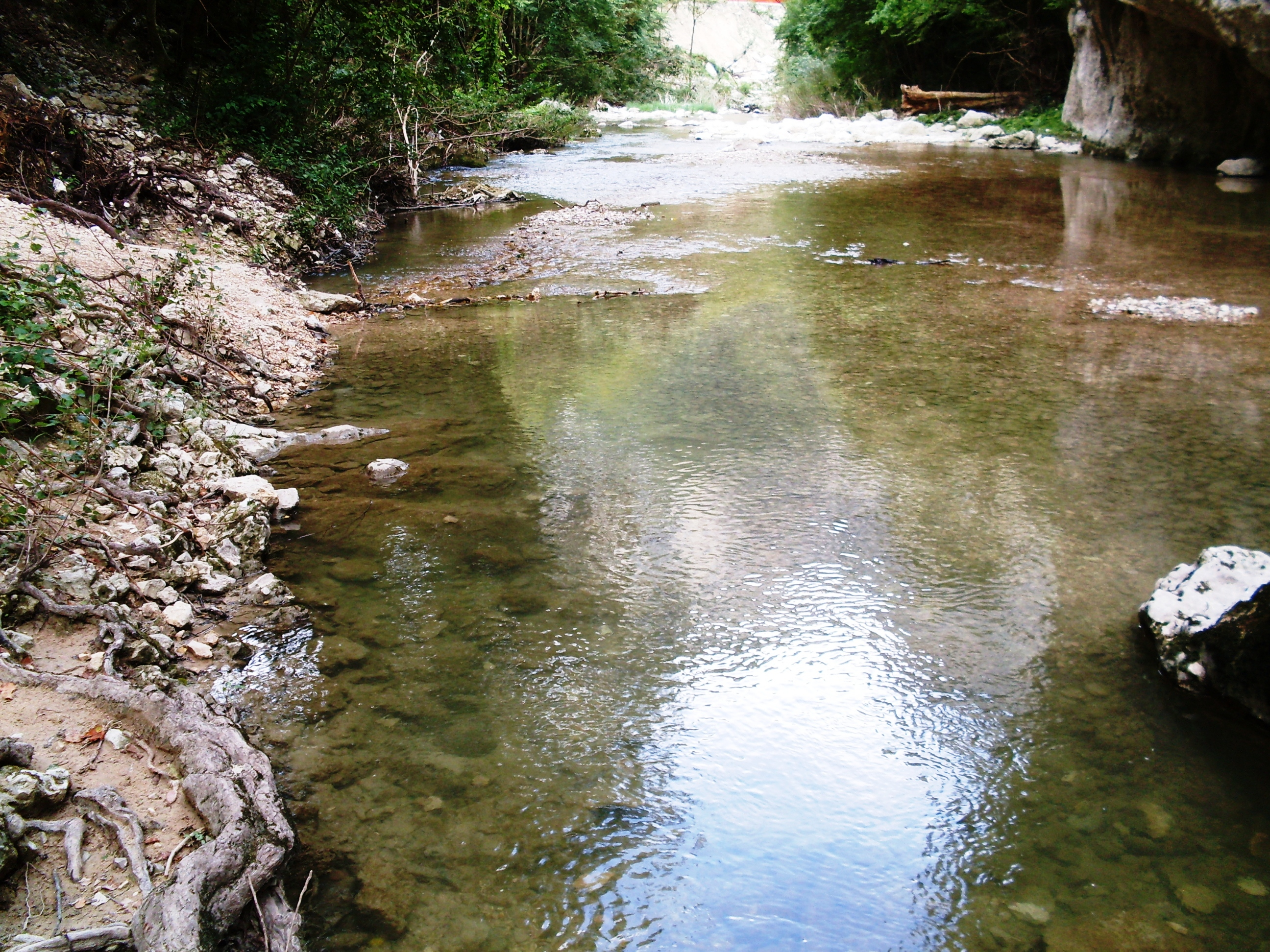
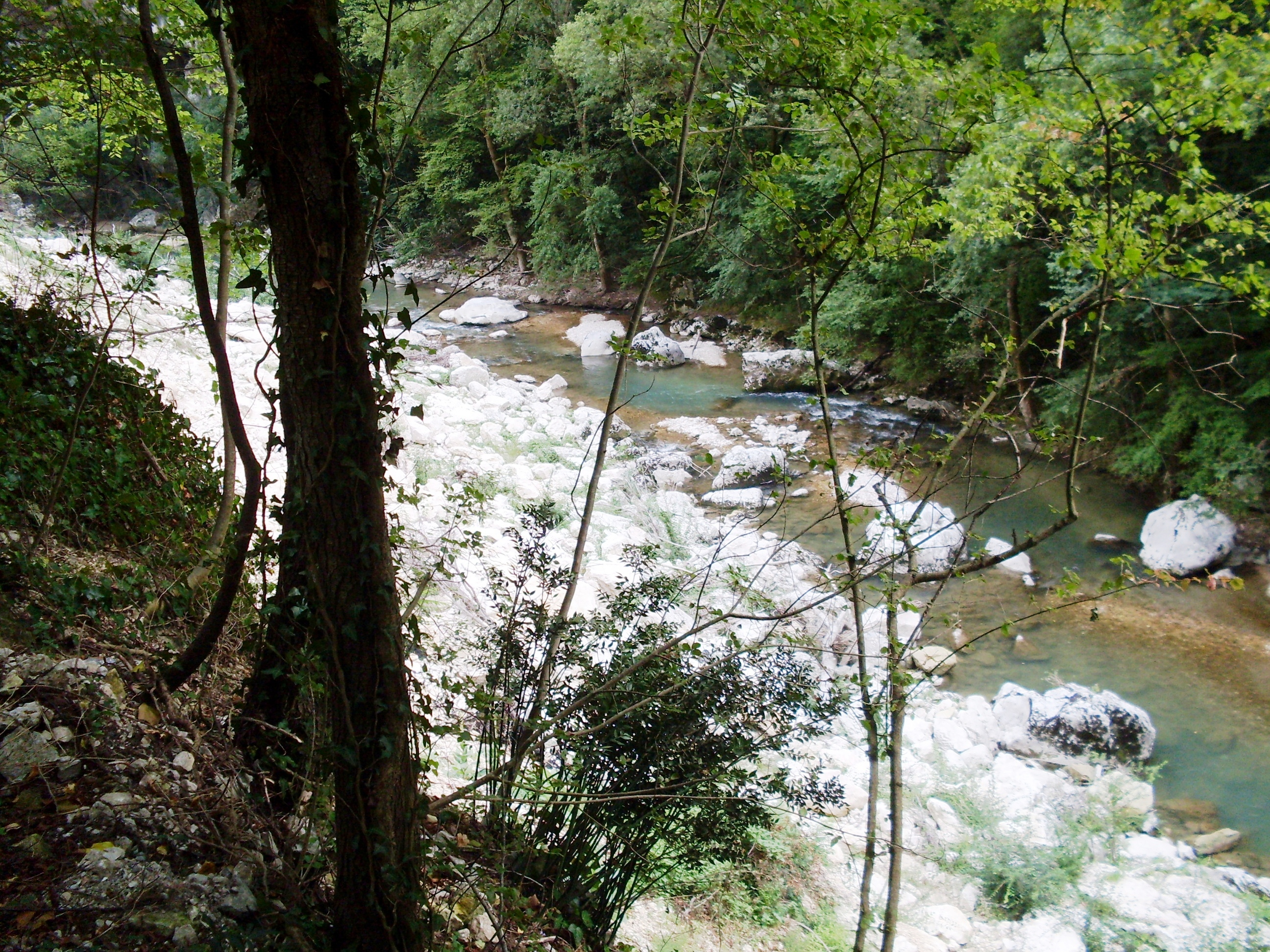
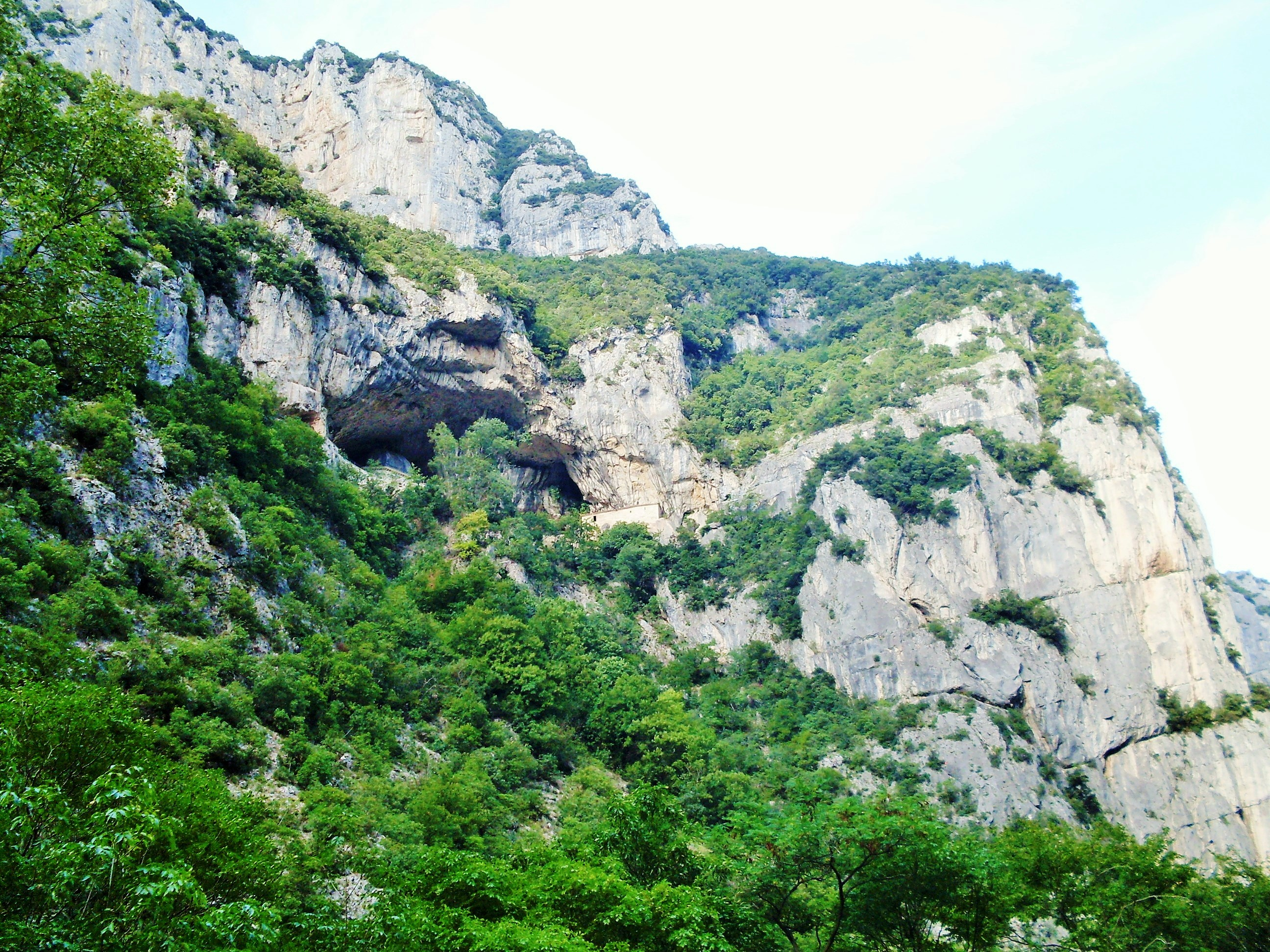
Bosco di Frasassi con il tempietto del Valadier incastonato tra le rocce.
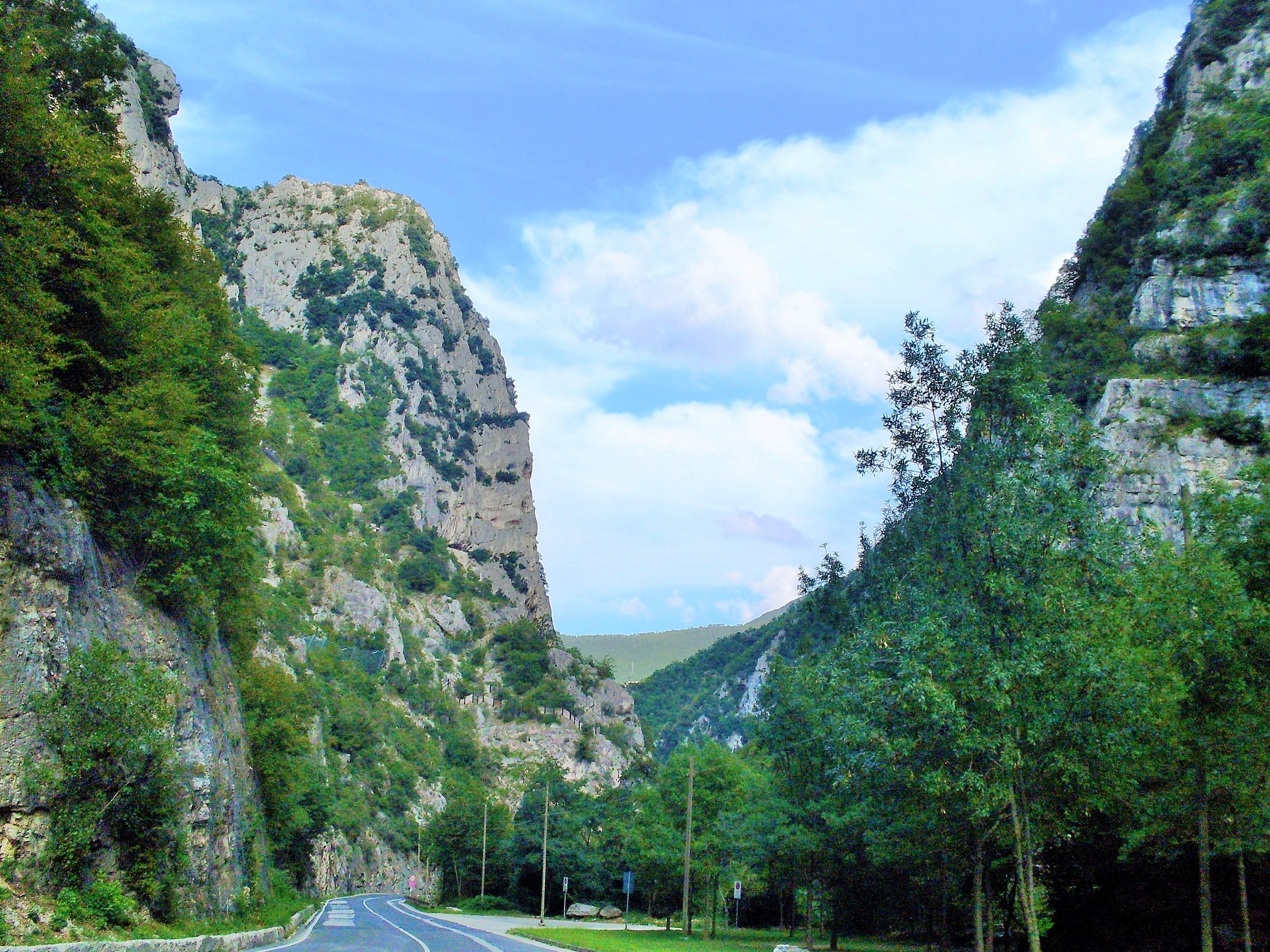
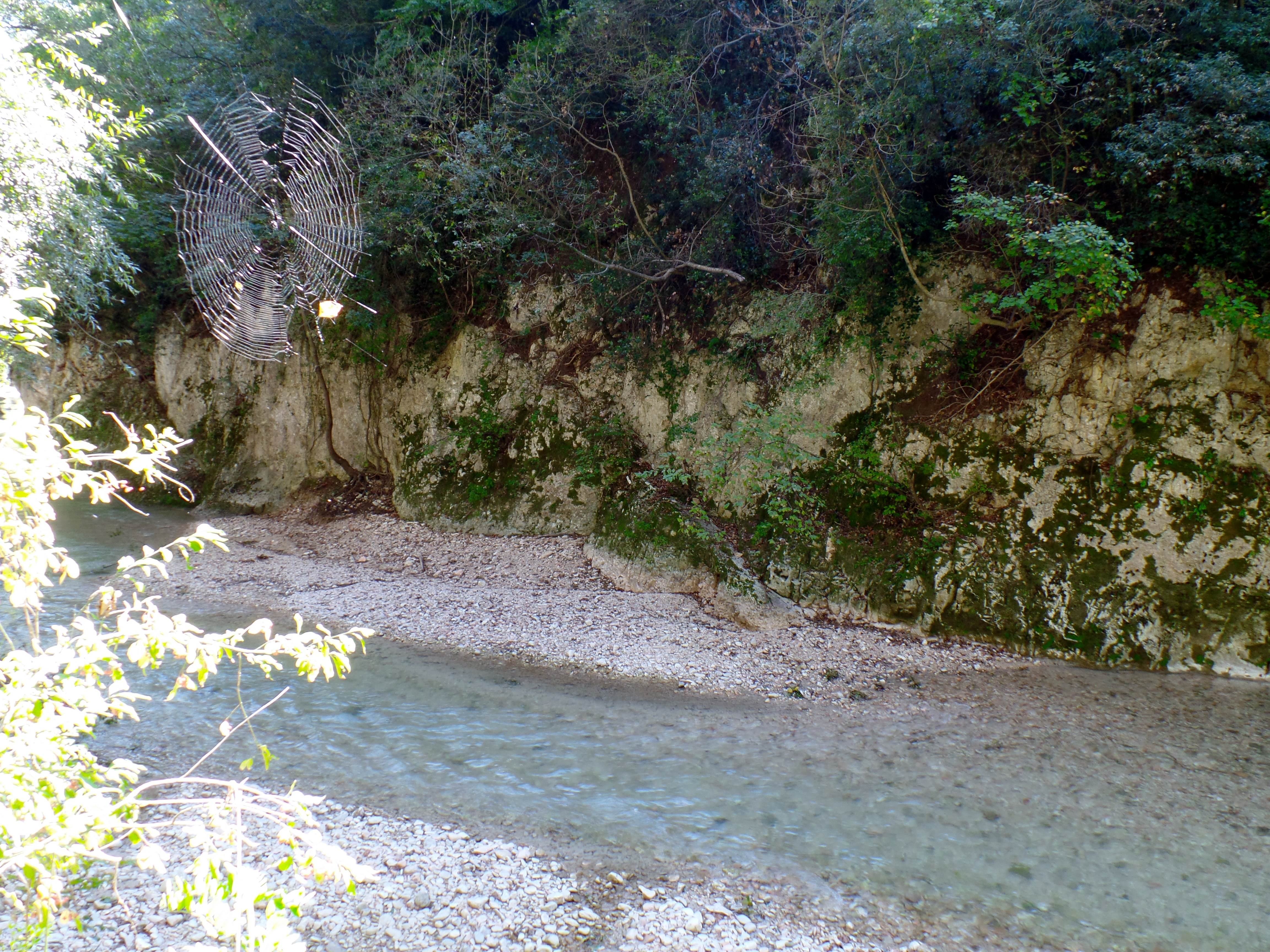
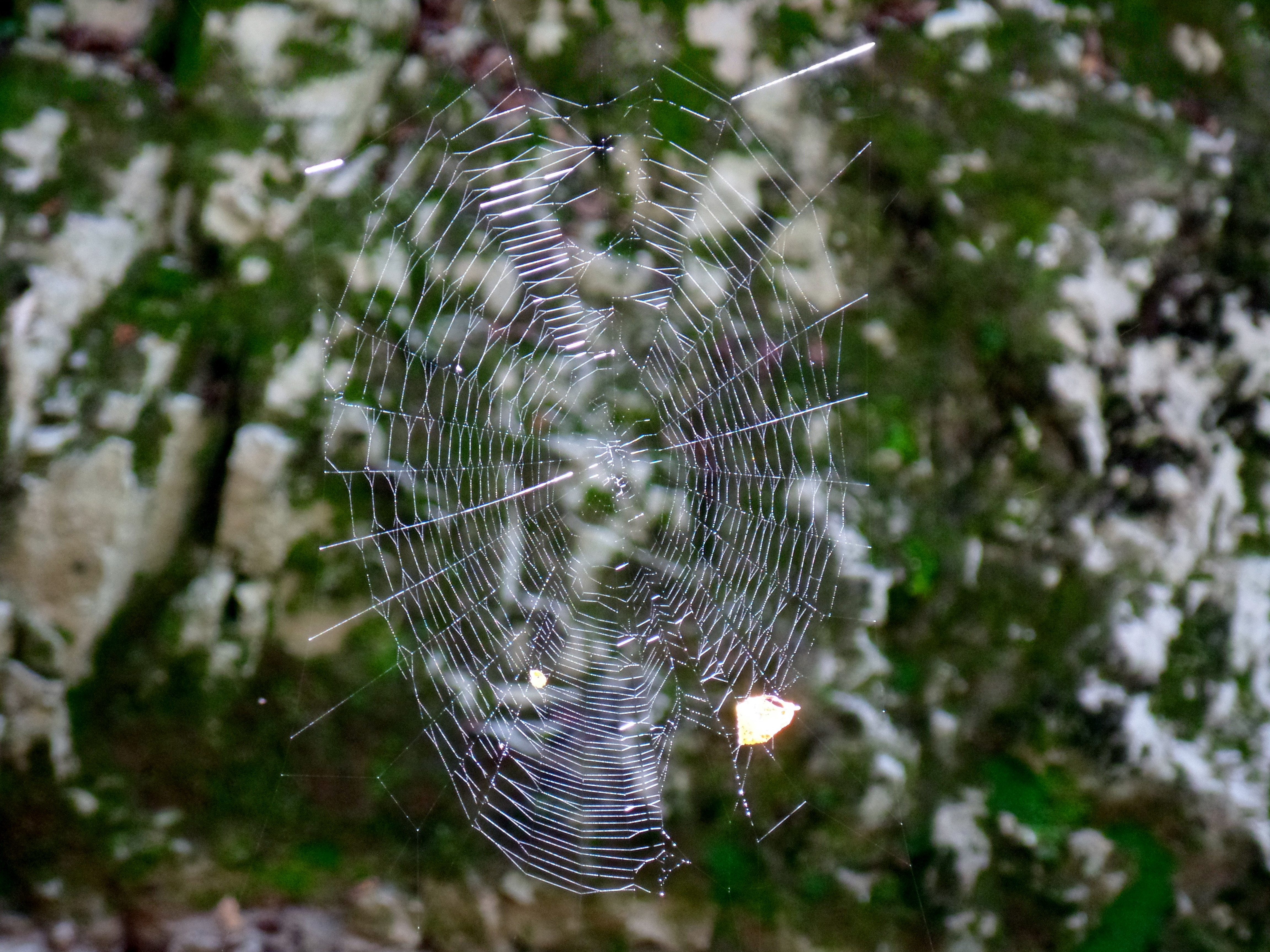